# Nigel Gibbs
Nigel James Gibbs (St Albans, 20 novembre 1965) è un allenatore di calcio ed ex calciatore inglese, di ruolo difensore, tecnico in seconda del West Bromwich.

## Carriera

### Giocatore
Da giocatore ha trascorso tutta la sua carriera (dal 1983 al 2002) nel Watford, giocando 407 partite e segnando 5 reti.
Ha ottenuto alcune presenze con l'Inghilterra Under-21 tra il 1987 e il 1988.

### Allenatore
Dopo aver allenato per un breve periodo il Watford, è diventato nel 2006 allenatore del Reading.

## Palmarès

### Giocatore

#### Competizioni giovanili
- FA Youth Cup: 1

Watford: 1981-1982

#### Competizioni nazionali
- Campionato inglese di terza divisione: 1

Watford: 1997-1998